# Љехотка
Љехотка (слч. Lehôtka) насељено је мјесто са административним статусом сеоске општине (слч. obec) у округу Лучењец, у Банскобистричком крају, Словачка Република.

## Становништво
| Година:    | 1994. | 2004.   | 2014.    | 2024.   |
| ---------- | ----- | ------- | -------- | ------- |
| Број људи: | 302   | 314     | 350      | 359     |
| Разлика:   |       | +3,97 % | +11,46 % | +2,57 % |

| Година:    | 2023. | 2024.   |
| ---------- | ----- | ------- |
| Број људи: | 365   | 359     |
| Разлика:   |       | -1,64 % |

Према подацима о броју становника из 2011. године насеље је имало 336 становника.